# های ولتاژ سافت‌ور
های ولتاژ سافت‌ور (انگلیسی: High Voltage Software) شرکت بازی ویدئویی آمریکایی است، که در سال ۱۹۹۳ تأسیس شد.